# Boorowa
Boorowa est un village australien situé dans la zone d'administration locale des Hilltops en Nouvelle-Galles du Sud.

## Géographie
Le village est situé dans les South West Slopes dans le sud de la Nouvelle-Galles du Sud, à 240 km de Sydney.

## Histoire
Le 1er septembre 1944, la municipalité de Burrowa fusionne avec le comté de Murrungal pour former la zone d'administration locale de Boorowa. Depuis 2016, Boorowa fait partie de la zone d'administration locale des Hilltops.

## Démographie
La population s'élevait à 1 619 habitants en 2011 et à 1 641 habitants en 2016.